# Мануте Бол
Мануте Бол (англ. Manute Bol, 16 жовтня 1962, Туралей — 19 червня 2010, Шарлотсвілл) — суданський та американський професіональний баскетболіст, що грав на позиції центрового за низку команд НБА. Разом із Георге Мурешаном найвищий гравець в історії НБА. Майстер блокшотів.
Ріст Бола оцінювався у 231 см, вага ж ледве перевищувала відмітку в 100 кг.

## Біографія
Народився 16 жовтня 1962 на півдні Судану. Його батько, вождь племені динка, дав йому ім'я Мануте, що означає «Особливе благословення». У 1985-1994 роках грав у НБА. До приходу в НБА Георге Мурешана був найвищим гравцем ліги. Хоча його результати і були порівняно скромні (2,6 очка, 4,2 підбору і 3,3 блокшоти за гру), але він залишив слід в найсильнішій баскетбольній лізі світу. За 10 сезонів Мануте Бол грав у 4 клубах НБА — Вашингтон Буллетс, Голден-Стейт Ворріорс, Філадельфія Севенті-Сіксерс і Маямі Гіт. У сезоні 1985–1986 та 1988/89 Бол був лідером НБА за кількістю блокшотів в середньому за матч.
Бол є єдиним баскетболістом НБА, який заблокував більше кидків, ніж набрав очок (2086 блокшотів проти 1599 набраних очок). Крім того він лідирує в історії НБА по блокшотам в середньому за 48 хвилин — 8.6, набагато випереджаючи Марка Ітона що був другим. За блок-шотам в середньому за матч Бол трохи поступається Ітону (3,34 проти 3,50), оскільки Мануте рідко проводив на майданчику більше половини матчу. Бол також входить в топ-20 гравців в історії НБА за загальною кількістю заблокованих кидків за кар'єру.
Після закінчення кар'єри суданець працював у благодійних та правозахисних організаціях Судану.

## Ігрова кар'єра

### 1984—1985
На університетському рівні грав за команду Bridgeport.

### 1985—1985
Професійну кар'єру розпочав у 1985 році, виступами у складі «Род-Айленд Галлс», де провів менше сезону.
1985 року був обраний у другому раунді драфту НБА під загальним 31-м номером командою «Вашингтон Буллетс».
Виступи в НБА розпочав того ж 1985 року та продовжив захищати кольори команди з Вашингтона протягом наступних 3 сезонів.

### 1988—1990
З 1988 по 1990 рік грав у складі «Голден-Стейт Ворріорс».

### 1990—1993
1990 перейшов до «Філадельфія Севенті-Сіксерс», у складі якої провів наступні 3 роки своєї кар'єри.

### 1994—1995
Наступною командою в кар'єрі гравця була «Маямі Гіт», за яку він відіграв один сезон.
Частину 1994 року виступав у складі «Філадельфія Севенті-Сіксерс».
Наступною командою в кар'єрі гравця була «Голден-Стейт Ворріорс», за яку він відіграв один сезон.

### 1995—1996
З 1995 по 1996 рік грав у складі команди КБА «Флорида Біч Догс».
Останньою ж командою в кар'єрі гравця стала «Карне Монтана» (Форлі) з Італії, до складу якої він приєднався 1996 року і за яку відіграв лише частину сезону.

## Статистика виступів в НБА
| * | Лідер ліги |

### Регулярний сезон
| Сезон             | Команда                       | GP  | GS  | MPG  | FG%  | 3P%  | FT%  | RPG | APG | SPG | BPG  | PPG |
| ----------------- | ----------------------------- | --- | --- | ---- | ---- | ---- | ---- | --- | --- | --- | ---- | --- |
| 1985–1986         | «Вашингтон Буллетс»           | 80  | 60  | 26.1 | .460 | .000 | .488 | 6.0 | 0.3 | 0.4 | 5.0* | 3.7 |
| 1986–1987         | «Вашингтон Буллетс»           | 82  | 12  | 18.9 | .446 | .000 | .672 | 4.4 | 0.1 | 0.2 | 3.7  | 3.1 |
| 1987–1988         | «Вашингтон Буллетс»           | 77  | 4   | 14.8 | .455 | .000 | .531 | 3.6 | 0.2 | 0.1 | 2.7  | 2.3 |
| 1988–1989         | «Голден-Стейт Ворріорс»       | 80  | 4   | 22.1 | .369 | .220 | .606 | 5.8 | 0.3 | 0.1 | 4.3* | 3.9 |
| 1989–1990         | «Голден-Стейт Ворріорс»       | 75  | 20  | 17.5 | .331 | .188 | .510 | 3.7 | 0.5 | 0.2 | 3.2  | 1.9 |
| 1990–1991         | «Філадельфія Севенті-Сіксерс» | 82  | 6   | 18.6 | .396 | .071 | .585 | 4.3 | 0.2 | 0.2 | 3.0  | 1.9 |
| 1991–1992         | «Філадельфія Севенті-Сіксерс» | 71  | 2   | 17.8 | .383 | .000 | .462 | 3.1 | 0.3 | 0.2 | 2.9  | 1.5 |
| 1992–1993         | «Філадельфія Севенті-Сіксерс» | 58  | 23  | 14.7 | .409 | .313 | .632 | 3.3 | 0.3 | 0.2 | 2.1  | 2.2 |
| 1993–1994         | «Маямі Гіт»                   | 8   | 0   | 7.6  | .083 | .000 | .000 | 1.4 | 0.0 | 0.0 | 0.8  | 0.3 |
| 1993–1994         | «Філадельфія Севенті-Сіксерс» | 4   | 0   | 12.3 | .429 | .000 | .000 | 1.5 | 0.0 | 0.5 | 2.3  | 1.5 |
| 1993–1994         | «Вашингтон Буллетс»           | 2   | 0   | 3.0  | .000 | .000 | .000 | 0.5 | 0.0 | 0.5 | 0.5  | 0.0 |
| 1994–1995         | «Голден-Стейт Ворріорс»       | 5   | 2   | 16.2 | .600 | .600 | .000 | 2.4 | 0.0 | 0.0 | 1.8  | 3.0 |
| Усього за кар'єру | Усього за кар'єру             | 624 | 133 | 18.7 | .407 | .210 | .561 | 4.2 | 0.3 | 0.2 | 3.3  | 2.6 |

### Плей-оф
| Сезон             | Команда                       | GP | GS | MPG  | FG%  | 3P%  | FT%   | RPG | APG | SPG | BPG | PPG |
| ----------------- | ----------------------------- | -- | -- | ---- | ---- | ---- | ----- | --- | --- | --- | --- | --- |
| 1986              | «Вашингтон Буллетс»           | 5  | 5  | 30.4 | .588 | .000 | .375  | 7.6 | 0.2 | 0.6 | 5.8 | 4.6 |
| 1987              | «Вашингтон Буллетс»           | 3  | 0  | 14.3 | .400 | .000 | .000  | 3.0 | 0.0 | 0.0 | 1.6 | 2.6 |
| 1988              | «Вашингтон Буллетс»           | 5  | 0  | 8.8  | .571 | .000 | 2.000 | 2.4 | 0.0 | 0.0 | 0.4 | 1.8 |
| 1989              | «Голден-Стейт Ворріорс»       | 8  | 0  | 18.5 | .194 | .091 | .286  | 3.8 | 0.1 | 0.2 | 3.6 | 2.2 |
| 1991              | «Філадельфія Севенті-Сіксерс» | 8  | 0  | 13.6 | .500 | .000 | .667  | 2.3 | 0.1 | 0.1 | 1.5 | 3.0 |
| Усього за кар'єру | Усього за кар'єру             | 29 | 5  | 17.1 | .386 | .087 | .444  | 3.7 | 0.1 | 0.2 | 2.6 | 2.8 |

## Благодійність та волонтерство
Мануте організував благодійний проект 'Ring True Foundation', для подальшого збору коштів на потреби своєї батьківщини. Спортсмен сам пожертвував фонду більшу частину своїх заощаджень — близько трьох з половиною мільйонів доларів. У 2002-му телефон організації показали в ефірі Fox TV; натомість Бол погодився взяти участь у шоу 'Celebrity Boxing'.
У квітні 2006-го Бол взяв участь в суданському Марші Свободи — тритижневому поході від будівлі ООН в Нью-Йорку до Капітолія США у Вашингтоні. Організовано цей захід було Саймоном Денгом, колишнім суданським чемпіоном з плавання і старим другом Мануте.

## Аварія
У липні 2004-го Мануте сильно постраждав в автокатастрофі; таксі, в якому він їхав, врізалося в огорожу. Бол сильно пошкодив собі шию. Відновившись після аварії, спортсмен перебрався в Олаф, штат Канзас.

## Смерть

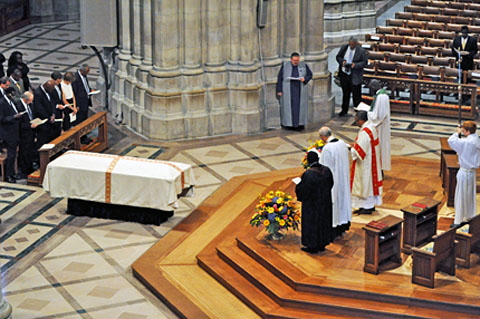
Поминальна служба Бола в Національному соборі

У травні 2010 він був госпіталізований через важку хворобу шкіри (синдром Стівенса — Джонсона). Імовірно шкірні ускладнення почалися через ліки, які Бол приймав у Судані, коли лікувався від захворювання нирок. Незадовго до смерті він повернувся до США, де й помер 19 червня 2010 року в університетському медичному центрі в Шарлотсвіллі від гострої ниркової недостатністі.
Панахида по Мануте Болу відбулася у вівторок, 29 червня 2010 року, о 10:00 в Національному соборі у Вашингтоні, округ Колумбія. Тіло Бола лежало в спеціально сконструйованій домовині довжиною вісім футів. Мануте отримав данину поваги від сенатора Сполучених Штатів Сема Браунбека з Канзасу, колишнього радника з національної безпеки Роберта Макфарлейна, посла Судану в США, доктора Акеке Коче, дядька покійника, Бол Чола і віце-президента Національної асоціації баскетболістів Рорі Спіроу. Мануте Бол був похований у Південному Судані.

## Цікаві факти
- Мануте грав у одній команді із найнижчим гравцем НБА.
- Бол часто розказував історію, як він власноруч вбив списом лева, що тримав у страху все плем'я.[6]